# Monte Piella
Il monte Piella è una altura dell'alto Appennino bolognese inclusa nel territorio comunale di Alto Reno Terme e sul versante sinistro del Rio Maggiore, dal quale si separa visibilmente con un dirupo denominato Balzo del Romìto.
Il monte Piella rimane piuttosto isolato dalle circostanti montagne e complessi montuosi; non è molto lontano da monte Tresca, ma non può essere considerato parte del suo complesso (denominato anche Pian dello Stellaio), giacché vi è separato dalla valle di un piccolo rio, nato da monte Tresca, che affluisce nel rio Maggiore. Esso è pure più basso rispetto a monte Tresca: arriva a una quota massima di 1198 metri, contro i 1400 medi del complesso suddetto.
Da monte Piella hanno origine degli importanti ruscelli affluenti del Rio Maggiore.
È anche un'importante sede per i ripetitori televisivi di Televisioni private e radio di importanza pubblica come il Soccorso alpino e la Protezione Civile, a copertura dell'alta e media valle del Reno.
Ad oggi i mux televisivi trasmessi dalla vetta del Monte Piella sono:
1. Mediaset DVB3 (DVB-H in attesa di conversione verso DVB-T2) CH38 orizzontale
2. Timb DVB1 CH47 orizzontale
3. Timb DVB3 CH48 orizzontale
4. Mediaset DVB4 CH49 orizzontale
5. Timb DVB2 CH60 orizzontale

Sulla sua sommità in data 26 settembre 1976 è stata eretta una croce in ferro con struttura a traliccio. Tale opera è stata voluta dal locale gruppo alpini di Porretta Terme. La struttura è stata realizzata dalla DEMM, importante industria meccanica con sede in Porretta Terme.
In data 8 settembre 2013 sul belvedere del Monte Piella è stato inaugurato un cannocchiale di marca Vellardi che permette la visione ravvicinata dell'ampio panorama circostante. Tale dispositivo è stato voluto dalla proloco di Capugnano, località del comune di Alto Reno Terme, situata ai piedi del monte.
Accanto al binocolo nel corso dell'anno 2015 è stata posata una targa raffigurante il panorama che è possibile osservare dal belvedere.
Inoltre è stata montata una bacheca in legno che reca la storia dei vicini borghi di Castelluccio e Capugnano.
In data 17 dicembre 2016 sulla sommità del Monte Piella è stato inaugurato un osservatorio meteorologico, l'osservatorio è raggiungibile attraverso i seguenti link:
Webcam in tempo reale:  https://web.archive.org/web/20170810203625/http://185.33.59.71/cgi-bin/guestimage.html
Dati in tempo reale: https://web.archive.org/web/20161227055830/http://www.weatherlink.com/user/mountpiella/
Altri dati in tempo reale: https://web.archive.org/web/20170109184134/http://www.weatherlink.com/user/mountpiella/index.php?view=summary&headers=1

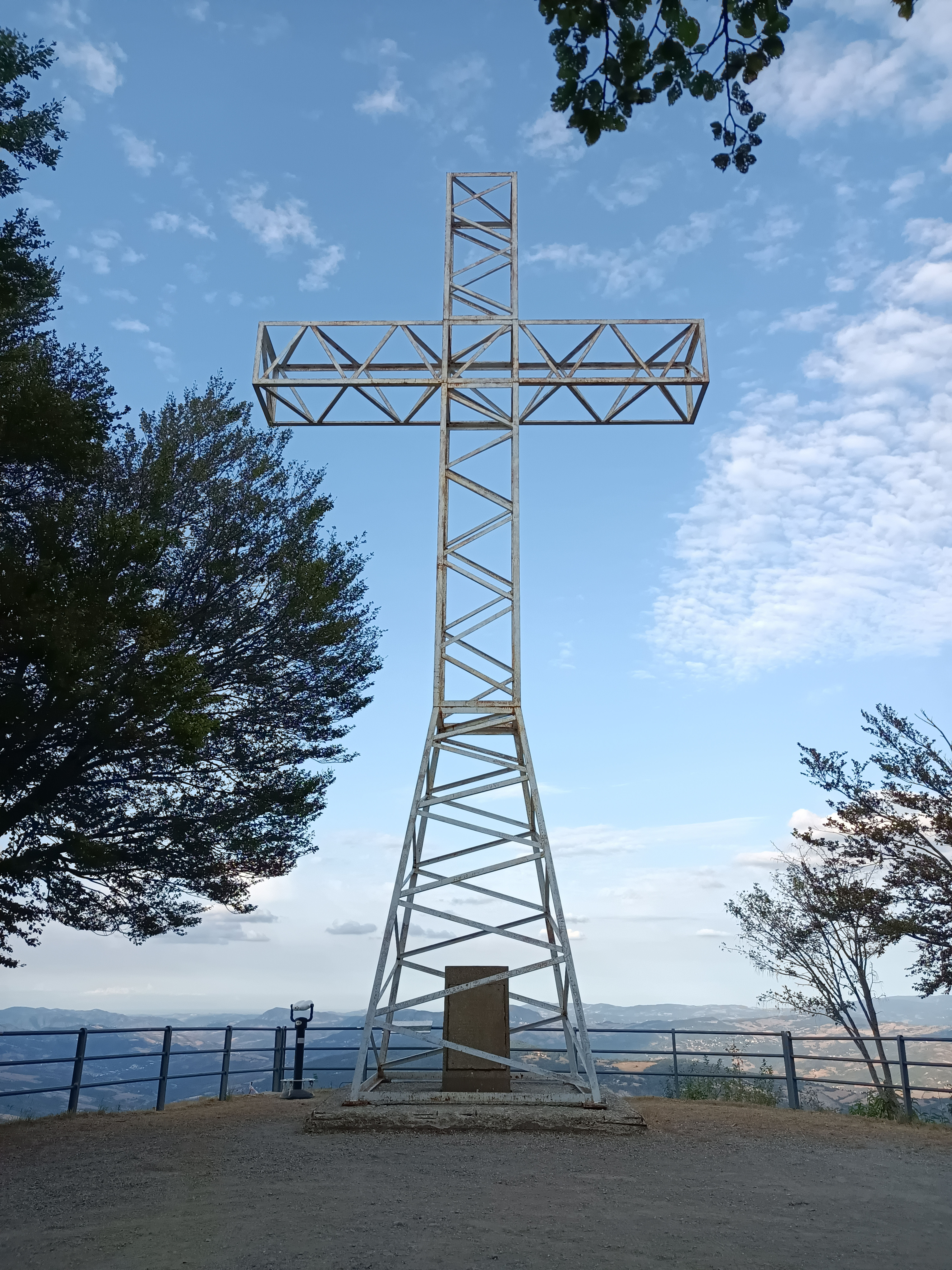
Croce sulla sommità del Monte Piella